# Étienne Baluze
Étienne Baluze, född den 24 november 1630 i Tulle, Corrèze, död den 28 juli 1718 i Paris, var en fransk historieskrivare.
Baluze  blev efter att några år ha varit privatsekreterare åt flera för sin lärdom framstående franska prelater 1667 Colberts bibliotekarie och 1670 professor i kanonisk rätt vid Collège Royal, vars direktör han var 1707–10. Han ådrog sig Ludvig XIV:s onåd genom sitt verk Histoire généalogique de la maison d'Auvergne (1708), vari han med stöd av gamla dokument sökte hävda ätten Bouillons arvsanspråk på grevskapet Auvergne, samt avsattes 1710 och förvisades från Paris. År 1713 erhöll han tillåtelse att återvända, men fick inte sin förra plats tillbaka. Baluze var en av sin tids lärdaste och noggrannaste forskare, umgicks förtroligt med de berömda lärde Mabillon och Du Cange samt inlade stora förtjänster som samlare och utgivare av urkunder, främst genom Capitularia regum francorum.